# Magistrat i Sverige

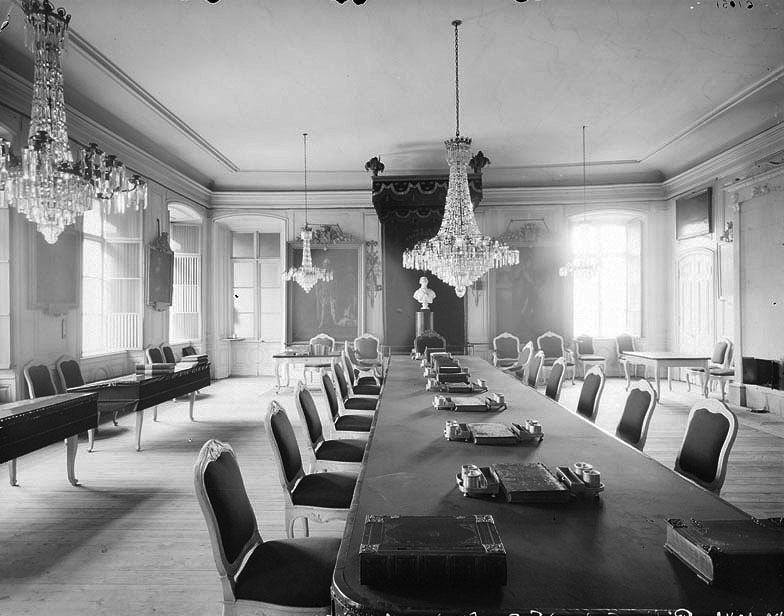
Magistratens sessionssal i Stockholms rådhus, nuvarande Bondeska palatset, 1896

Magistrat var i Sverige från medeltiden till kommunreformen 1862 det högsta styrande organet för städer med egen jurisdiktion (i städer under landsrätt motsvarades magistraten av stadsstyrelsen). Ordförande i magistraten var stadens borgmästare. De övriga medlemmarna var rådmännen. Medlemmarna var alltså desamma som i rådhusrätten. 
Som utövare av administrativ myndighet började stadens styrorgan ganska tidigt att benämnas magistrat. Från och med Magnus Erikssons stadslag från 1350 infördes efter tyskt mönster magistraterna i Sverige som städernas styrelser. Magistraten bestod av borgmästaren och rådet, vilka valdes av stadens borgerskap, samt en av kungen utsedd fogde. Dessa innehade den högre dömande myndigheten under benämningen rådstuvurätt. 
I och med 1619 års stadslag förstatligades i praktiken magistraterna. Borgmästaren och rådmännen blev statliga tjänstemän från att ha varit borgerskapets representanter. Borgerskapets organ för överläggningar med magistraten var den allmänna rådstugan och stridigheter mellan borgerskapet och magistraten förekom ofta. Under 1700-talet förklarades magistraterna och rådhusrätterna officiellt vara statliga myndigheter och samtidigt ändrades benämningen från allmän rådstuga till stadens äldste. 
Efter kommunreformen 1862 överfördes flera av magistratens uppgifter till den valda beslutande församlingen stadsfullmäktige och dess förvaltningsorgan. Under magistraten lydde även i fortsättningen skatteuppbörden, indrivningsverksamheten, auktionskammare etc. Efterhand överfördes allt fler av magistratens uppgifter till andra myndigheter och den upphörde helt med utgången av år 1964. År 1863 infördes kommunalstadgorna och då inskränktes magistratens kompetens till bland annat övervakning av stadsfullmäktige, drätselkammare, nämnder och styrelser. Antalet magistratsstäder var år 1904 31 stycken. 
År 1953 överflyttades all kommunal kompetens till stadskommunernas egna organ. De sista magistraterna i Sverige avskaffades 1965 i samband med polisväsendets förstatligande och som en förberedelse inför tingsrättsreformen i Sverige och den enhetliga kommuntyp som infördes i samband med kommunreformen 1971. Deras kvarvarande uppgifter överfördes till länsstyrelser, skattemyndigheter och polismyndigheter.[källa behövs]

## Uppgifter
Som statlig myndighet fick magistraterna 1862 hand om följande områden: 
- Polisen och åklagarväsendet.
- Uppbörd och utmätning.
- Exekution och verkställande av domstolars beslut.
- Tillsyn och kontroll av den kommunala verksamheten.
- Förrättning av borgmästar- och riksdagsval.
- Överförmyndareärenden.
- Upprättande av budgetförslag tillsammans med drätselkammaren.
- Sammankallande och upplösning av stadsfullmäktige.
- Rätt att tillsätta tjänstemän i stadens förvaltning.
- Tillsättning av notarii publici.